# يزيد بن زياد
يزيد بن زياد بن أبيه (توفي 683م) قائد عسكري أموي، تولى الجند في ولاية سجستان في عهد يزيد بن معاوية منذ 680م وحتى وفاته.واستعمله أخوه عبيد الله بن زياد والي البصرة وأخوه الآخر سالم بن زياد والي خراسان. وأصبح أمير الجند في سجستان في 683، وغزا زابلستان وشرفان بالقرب من كابل الحالية. لكنه هُزم، وقُتل يزيد.